# Dryopteris intermedia
Dryopteris intermedia là một loài thực vật có mạch trong họ Dryopteridaceae. Loài này được (Muhl. ex Willd.) A. Gray miêu tả khoa học đầu tiên năm 1848.

## Hình ảnh

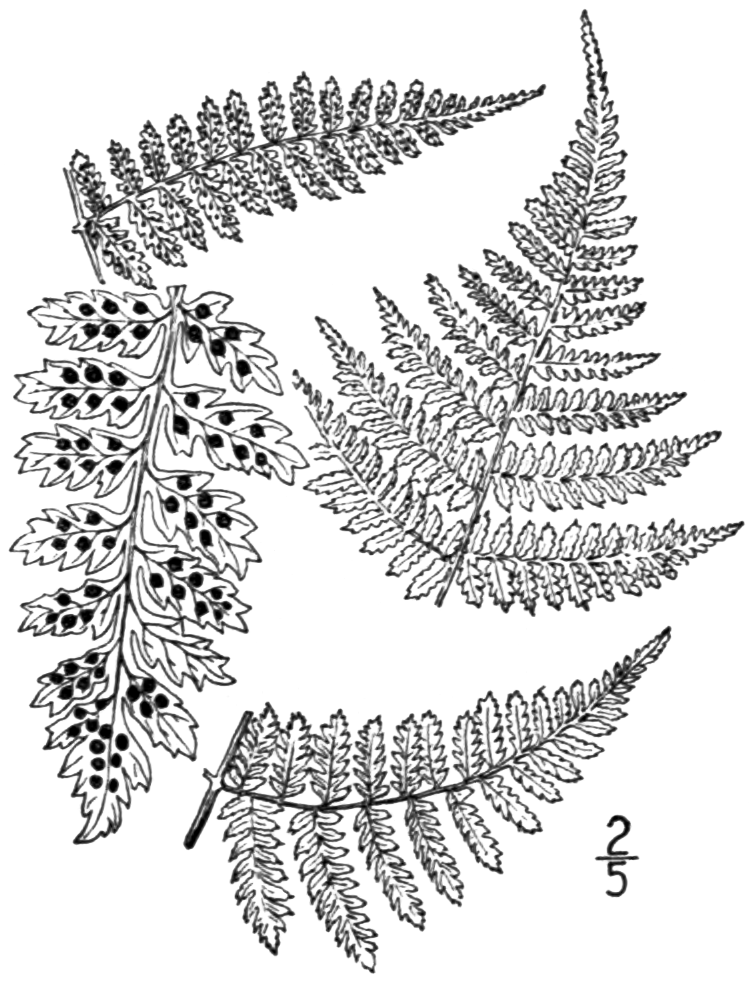
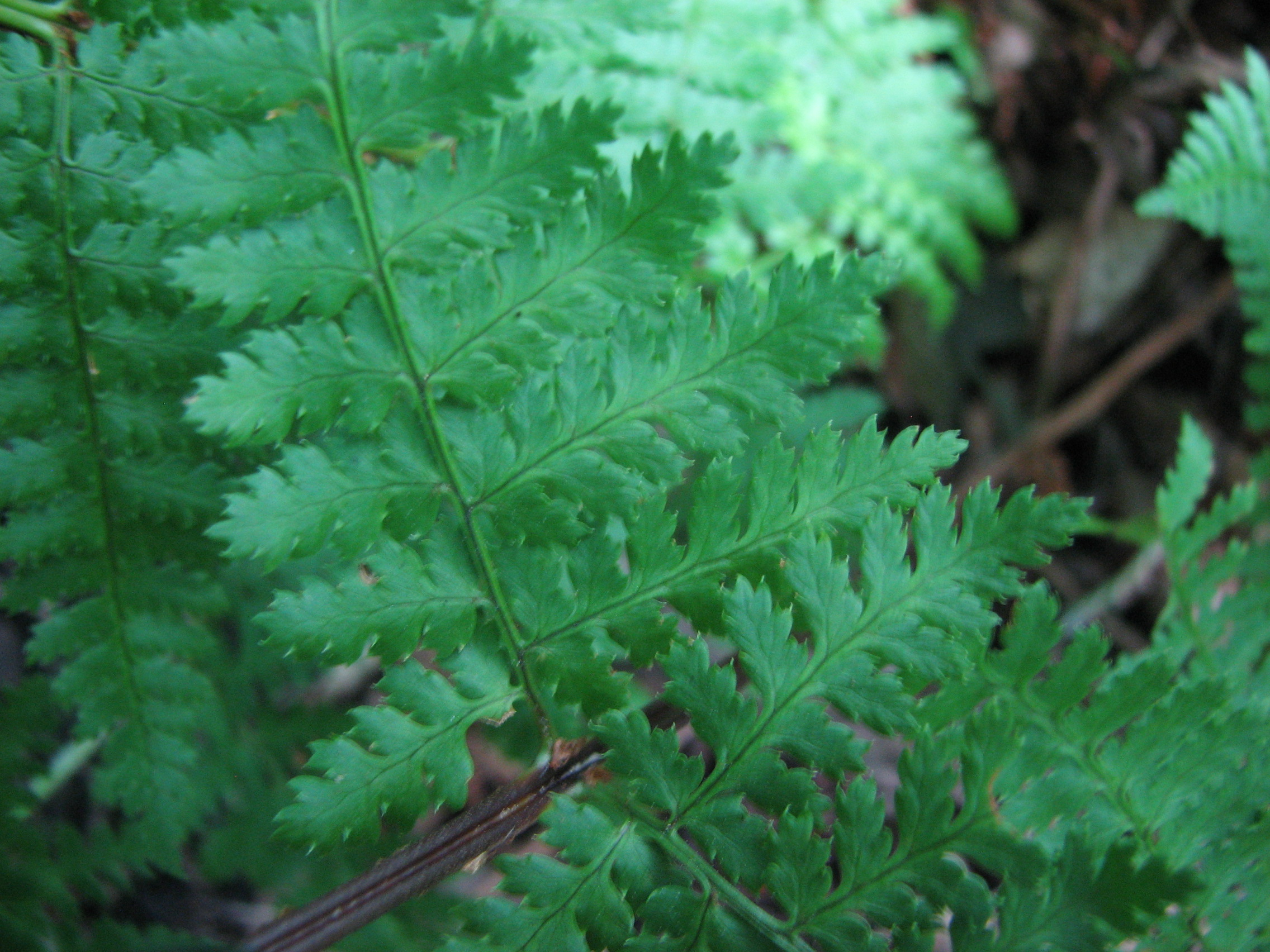
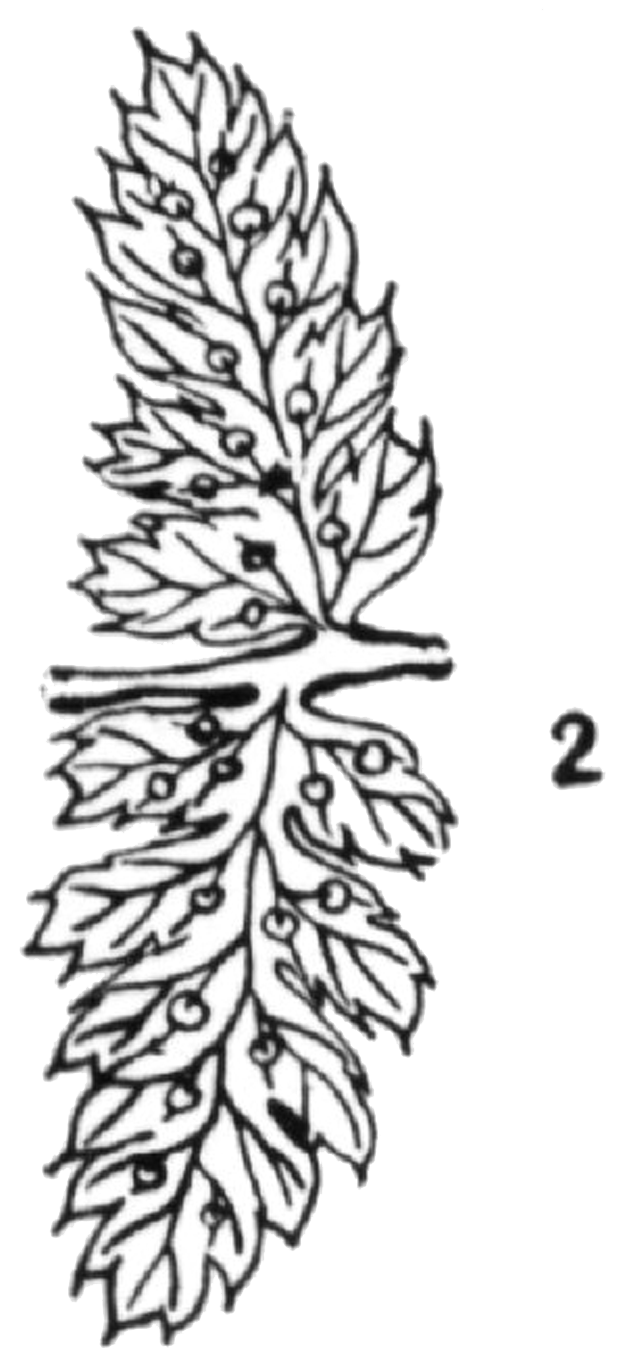